# Platygyna triandra
Platygyna triandra là một loài thực vật có hoa trong họ Đại kích. Loài này được Borhidi miêu tả khoa học đầu tiên năm 1972.